# Mackville
Mackville is een plaats (city) in de Amerikaanse staat Kentucky, en valt bestuurlijk gezien onder Washington County.

## Demografie
Bij de volkstelling in 2000 werd het aantal inwoners vastgesteld op 206.
In 2006 is het aantal inwoners door het United States Census Bureau geschat op 215, een stijging van 9 (4,4%).

## Geografie
Volgens het United States Census Bureau beslaat de plaats een oppervlakte van
1,0 km², geheel bestaande uit land. Mackville ligt op ongeveer 268 m boven zeeniveau.

## Plaatsen in de nabije omgeving
De onderstaande figuur toont nabijgelegen plaatsen in een straal van 28 km rond Mackville.